# 3203-as mellékút (Magyarország)
A 3203-as számú mellékút egy több mint 32 kilométer hosszú, négy számjegyű mellékút Heves és Jász-Nagykun-Szolnok vármegyék területén; Gyöngyöstől húzódik Jászberényig.

## Nyomvonala
Gyöngyös külterületén ágazik ki a 3-as főútból, annak 79+800-as kilométerszelvényénél, majdnem dél felé. 1,4 kilométer után lép át Gyöngyöshalász területére; 2,2 kilométer megtétele előtt éri el a falu első házait, ahol az Atkári út nevet veszi fel. A 2+650-es kilométerszelvényénél ágazik ki belőle keletnek a 32 101-es út – a község tulajdonképpeni főutcája –, a Vámosgyörk–Gyöngyös-vasútvonal Gyöngyöshalász megállóhelye felé. Nem sokkal ezután kilép a településről és kissé nyugatabbi irányt vesz; ott, külterületi szakaszon, a 3+500-as kilométerszelvényénél ágazik ki belőle délkelet felé a 32 102-es út, mely Encspuszta külterületi településrészre vezet. 4,3 kilométer megtétele után áthalad az M3-as autópálya felett, csomópont nélkül; a sztráda itt a 73+600-as kilométerszelvényénél tart.

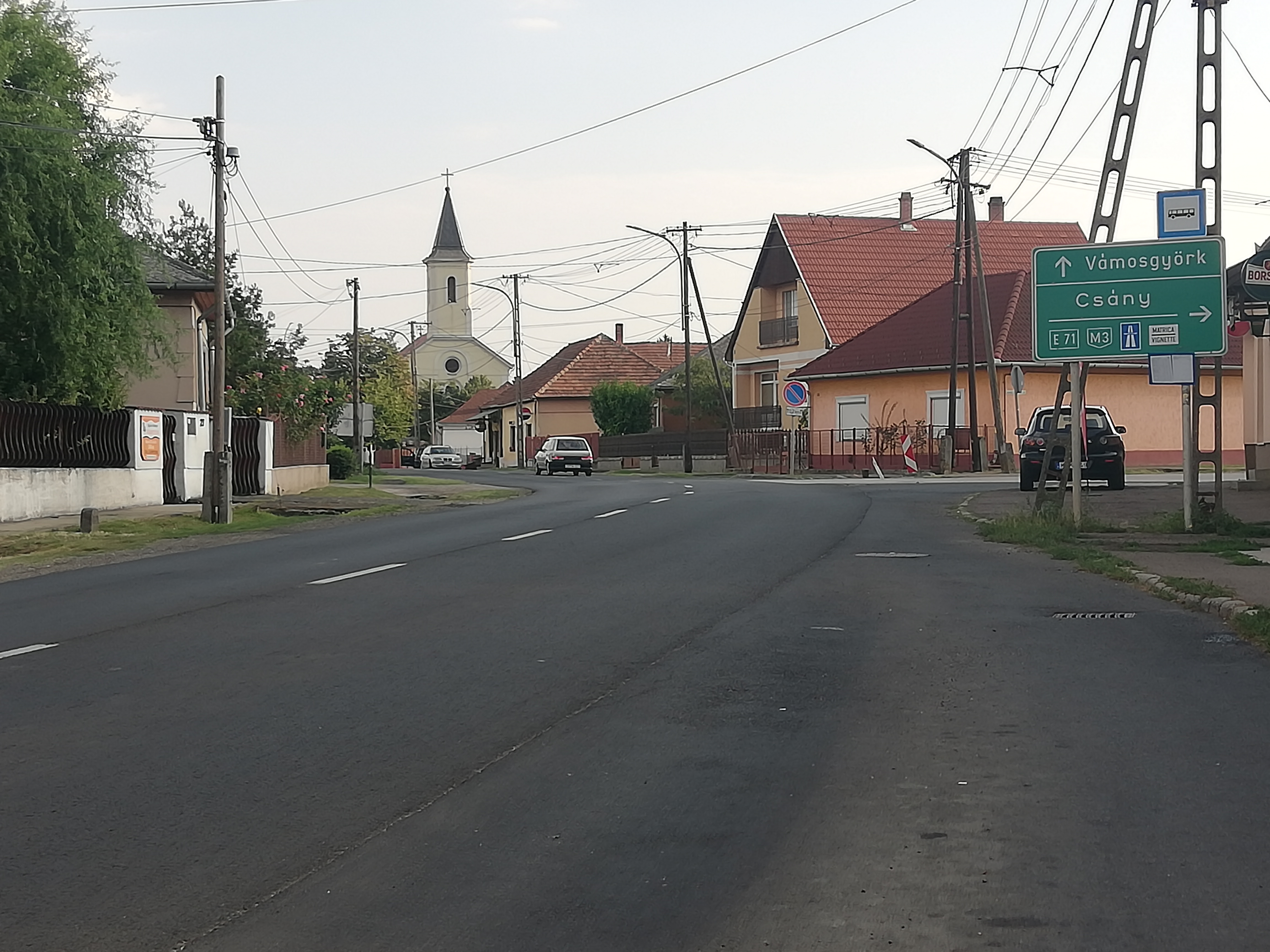
A 3201-es út betorkollása a 3203-as útba Atkár központjában

4,6 kilométer megtétele után az út átlép Atkárra és egy időre nyugatnak fordul, majd néhány száz méterrel arrébb, a falu házait elérve ismét délebbi irányt vesz; települési neve itt Fő út. 5,5 kilométer után délnyugat felől torkollik bele a Hatvantól idáig húzódó, mintegy 18 kilométer hosszú 3201-es út; innen a belterület keleti széle közelében halad tovább. Nagyjából 6,6 kilométer után hagyja el a falu belterületét, innen dél-délkeleti irányban folytatódik.
8,6 kilométer után lép át Vámosgyörk közigazgatási területére, a 9. kilométerénél már a település házai között jár, István király út néven. A 10. kilométere után nyugati irányban tesz egy kis hurkot, mielőtt keresztezi a vasúti vágányokat Vámosgyörk vasútállomás előtt – amely három vasútvonalat (Budapest–Sátoraljaújhely-vasútvonal, Vámosgyörk–Gyöngyös-vasútvonal, Vámosgyörk–Újszász-vasútvonal) is kiszolgál –, majd amikor visszatér a korábbi irányához, kiágazik belőle kelet felé az állomásra vezető 32 302-es számú mellékút. A belterület déli részén még egy említést érdemlő elágazása van: mintegy 10,8 kilométer után, szintén kelet felé ágazik ki belőle a 32 103-as számú mellékút, mely Adácsra vezet. A 11+450-es kilométerszelvénye közelében lép ki teljesen Vámosgyörk belterületéről.
A 13. kilométerét elhagyva szeli át Heves vármegye és Jász-Nagykun-Szolnok vármegye határát, ahol Jászárokszállás külterületei között folytatódik. A város első házait kicsivel a 15. kilométere előtt éri el, a Széchenyi István utca nevet felvéve. A központban, nagyjából 16,7 kilométer után áthalad egy körforgalmon, s egyben délnek fordul, Kossuth Lajos utca néven; ugyanott kiágazik belőle keleti irányban az Erk-Tarnaméra felé vezető 3205-ös út. A város déli széle közelében beletorkollik nyugat felől a Pusztamonostortól idáig vezető 3231-es út, majd nem sokkal arrébb kiágazik belőle kelet felé a Vámosgyörk–Újszász-vasútvonal Jászárokszállás vasútállomását kiszolgáló 32 329-es számú mellékút. Rögtön ezután – kicsivel a 18. kilométere előtt – keresztezi is a vasutat, és egyben ki is lép a lakott területről. Kereskedelmi-ipari jellegű telephelyek még jó darabig kísérik, nagyjából 18,7 kilométer után ér teljesen külterületre.
22,6 kilométer megtétele után kiágazik belőle délkeleti irányban a Jászdózsa központján át Jászjákóhalmáig vezető 32 134-es számú mellékút, ugyanott eléri Jászdózsa nyugati határszélét is. A falu határvonalát azonban nem lépi át, és majdnem pontosan két kilométerrel arrébb el is hagyja azt: a 24+650-es kilométerszelvénye táján elhalad Jászárokszállás, Jászdózsa és Jászberény hármashatára mellett, onnan pedig ez utóbbi város területén folytatódik. Kevéssel a 27. kilométere előtt áthalad Négyszállás külterületi településrész épületei között – nagyjából ugyanott keresztezi a Csörsz-árok nyomvonalát is –, majd elhalad a Hortobágyi Nemzeti Park Sasközpontja mellett. A 32-es főútba becsatlakozva ér véget, annak a 24+850-es kilométerszelvénye táján.
Teljes hossza, az országos közutak térképes nyilvántartását szolgáló kira.kozut.hu adatbázisa szerint 32,350 kilométer.

## Története
2022 augusztusában tervezik átadni a 32-es főút jászberényi elkerülő szakaszát, amely körforgalommal fogja keresztezni a 3203-as utat. Az új elkerülő forgalomba helyezése bizonyára módosítani fogja a 3203-as út hosszát is, mert vagy véget ér a kilométer-számozása az említett körforgalomnál, körülbelül a 31+900-as kilométerszelvénynél, vagy – ami szintén elképzelhető – néhány kilométerrel hosszabb lesz, mert hozzá csatolják (részben vagy egészében) a 32-es főút korábbi, a városközponton átvezető szakaszát is.
Az elkerülő út építéséhez kapcsolódóan egyébként a kivitelező a 3203-as út csatlakozó szakaszainak felújítását is elvégezte, Gyöngyös irányában 150. Jászberény irányában 500 méteres szakaszon.

## Települések az út mentén
- Gyöngyös
- Gyöngyöshalász
- Atkár
- Vámosgyörk
- Jászárokszállás
- (Jászdózsa)
- Jászberény